# Кумариташвили, Нодар Давидович
Нодар Давидович Кумариташвили (груз. ნოდარ დავითის ძე ქუმარიტაშვილი; 25 ноября 1988, Боржоми, Грузинская ССР, СССР — 12 февраля 2010, Уистлер, Британская Колумбия) — грузинский спортсмен-саночник. Погиб во время тренировочного заезда на Олимпийских играх 2010 года в Ванкувере ещё до официальной церемонии открытия. Смерть Кумариташвили стала первой гибелью спортсмена на зимних Олимпийских играх с 1992 года, когда в Альбервиле во время тренировочного спуска в соревнованиях на скорость (спид-скиинг) погиб швейцарец Николя Бошате.

## Спортивная династия Кумариташвили
Нодар Кумариташвили — представитель династии грузинских спортсменов-саночников, сын Давида Кумариташвили и родственник спортсмена и тренера Алеко Кумариташвили — основателя санного спорта в Грузии.
Двоюродный дядя Нодара, саночник Феликс Кумариташвили, в 1970—1980-х годах был многократным чемпионом Грузии, победителем и призёром разных всесоюзных и международных турниров, с 2001 года является главным тренером сборной Грузии по санному спорту. Его сын Владимир (ум. 2024) был президентом Федерации санного спорта Грузии.
Саба Кумариташвили, племянник Нодара, также саночник, выступал за Грузию на зимних Олимпийских играх 2022 года в Пекине.

## Спортивная карьера
Дважды участвовал в Кубках мира. В сезоне 2008/09 он разделил 55-е место, в следующем году стал 44-м. По результатам этих соревнований был отобран в сборную Грузии по санному спорту для участия в зимних Олимпийских играх 2010 года.
На последнем перед Олимпийскими играми 2010 года этапе кубка мира показал свой лучший результат — 28-е место, занимая после первой попытки 30-ю позицию.

## Гибель
12 февраля 2010 года в Санном центре Уистлера во время тренировочного заезда на Олимпиаде в Ванкувере в последнем повороте, в который спортсмены входят под углом 270 градусов, на скорости около 145 км/ч вылетел с трассы и ударился о поддерживающую бетонную колонну. Медики, которые оказались на месте через несколько секунд, приступили к сердечно-лёгочной реанимации прямо на месте аварии, после чего на вертолёте спортсмен был доставлен в больницу Уистлера. Через час с небольшим, не приходя в сознание, Нодар от полученных травм скончался на 22-м году жизни.
По словам главного тренера сборной России Валерия Силакова, одной из причин трагедии могло стать то, что организаторы соревнований решили накрыть трассы тентом для того, чтобы защитить её от солнца (в окрестностях Ванкувера стояла очень тёплая для этого времени года погода). Силаков заявил, что трасса опасна для жизни.
13 февраля 2010 года организаторами Игр было сообщено, что причиной трагедии стала ошибка, допущенная спортсменом, а именно то, что он слишком поздно вышел из 15-го поворота и не успел сгруппироваться для входа в следующий вираж. В том же сообщении было отмечено, что особенности конструкции трассы не могли спровоцировать инцидент. Однако в других источниках отмечается, что гибели Нодара способствовала специфика трассы в Уистлере.
19 апреля 2010 года Международная федерация санного спорта (FIL) опубликовала доклад о расследовании обстоятельств гибели грузинского саночника. По мнению FIL причиной аварии и гибели стали «ошибки в пилотировании», и не существует какой-то иной, однозначной причины. Доклад за подписью генерального секретаря FIL Свейна Ромстада был отправлен в МОК. Таким образом, по мнению FIL, скоростные характеристики олимпийской санно-бобслейной трассы в Уистлере не стали причиной гибели Кумариташвили.

### Реакция и последствия
Грузинская делегация на Олимпиаде в Ванкувере рассматривала вариант снятия всех спортсменов с соревнований. Однако спустя несколько часов было принято решение остаться. Грузинские спортсмены участвовали в церемонии открытия с чёрными повязками. Присутствовавшие на церемонии открытия Олимпиады зрители почтили память спортсмена минутой молчания.
Президент МОК Жак Рогге заявил: «Все наши мысли сейчас — с семьёй, друзьями и коллегами погибшего спортсмена. Вся олимпийская семья потрясена этой трагедией, которая омрачила первый день Игр».
13 февраля 2010 года министр культуры, охраны памятников и спорта Грузии Николоз Руруа заявил, что именем погибшего Нодара Кумариташвили назовут трассу на горнолыжном курорте Бакуриани. 
Президент Грузии Михаил Саакашвили посетил олимпийскую деревню и выразил соболезнования грузинским спортсменам в связи с гибелью их товарища: 

«Грузия потеряла достойного молодого человека и спортсмена».
 Свои соболезнования также выразили президент Эстонии Тоомас Ильвес и экс-председатель Олимпийского комитета России Леонид Тягачёв.

## Память
- Именем Нодара Кумариташвили в посёлке Бакуриани названа улица.
- В июне 2010 года (по другим данным, 3 августа 2010 года) почта Грузии выпустила почтовую марку в память о Нодаре Кумариташвили[17][18].